# Kazajistán en los Juegos Olímpicos de Lillehammer 1994
Kazajistán estuvo representado en los Juegos Olímpicos de Lillehammer 1994 por un total de 29 deportistas que compitieron en 8 deportes.  
El portador de la bandera en la ceremonia de apertura fue el deportista de salto en esquí Kairat Biekenov.

## Medallistas
El equipo olímpico kazajo obtuvo las siguientes medallas:
| Nombre           | Deporte        | Competición |
| ---------------- | -------------- | ----------- |
| Oro              |                |             |
| Vladimir Smirnov | Esquí de fondo | 50 km M     |
| Plata            |                |             |
| Vladimir Smirnov | Esquí de fondo | 10 km M     |
| Vladimir Smirnov | Esquí de fondo | 25 km M     |
| Bronce           |                |             |
| —                |                |             |